# Saint-James
Saint-James es una comuna nueva francesa situada en el departamento de Mancha, de la región de Normandía.

## Historia
Fue creada el 1 de enero de 2017, en aplicación de una resolución del prefecto de Mancha de 8 de julio de 2016 con la unión de las comunas de Argouges, Carnet, La Croix-Avranchin, Montanel, Saint-James, Vergoncey y Villiers-le-Pré, pasando a estar el ayuntamiento en la antigua comuna de Saint-James.

## Demografía
| Gráfica de evolución demográfica de Saint-James entre 1800 y 2014 |
|                                                                   |

Los datos entre 1800 y 2014 son el resultado de sumar los parciales de las siete comunas que forman la nueva comuna de Saint-James, cuyos datos se han cogido de 1800 a 1999, para las comunas de Argouges, Carnet, La Croix-Avranchin, Montanel, Saint-James, Vergoncey y Villiers-le-Pré de la página francesa EHESS/Cassini. Los demás datos se han cogido de la página del INSEE.

## Composición
| Comuna delegada    | Código INSEE | Población (2013) | Superficie (km²) | Densidad (hab./km²) |
| ------------------ | ------------ | ---------------- | ---------------- | ------------------- |
| Argouges           | 50018        | 525              | 16.41            | 32                  |
| Carnet             | 50100        | 482              | 10.18            | 47                  |
| La Croix-Avranchin | 50154        | 454              | 10.79            | 42                  |
| Montanel           | 50337        | 380              | 15.40            | 25                  |
| Saint-James        | 50487        | 2798             | 17.96            | 156                 |
| Vergoncey          | 50627        | 210              | 7.73             | 27                  |
| Villiers-le-Pré    | 50640        | 192              | 7.94             | 24                  |